# Tord Slättegård
Tord Yngve Slättegård, född 3 augusti 1933 i Ljungby församling, Kalmar län, död 15 juli 2018 i Hässelby distrikt, Stockholms län, var en svensk operasångare,  lyrisk tenor.
Tord Slättegård var son till lantbrukaren Axel Andersson och Birgit Andersson samt uppvuxen på föräldragården Slät i Trekanten, mitt emellan Kalmar och Nybro. 
Slattegård utbildades 1957–1962 vid Kungliga Musikhögskolan i Stockholm. Han bedrev sångstudier för A-C. Edholmer, Ragnar Hultén, Hjördis Schymberg och Vagn Thordal.
Slättegård debuterade 1963 på Kungliga Teatern som Alfredo i La Traviata och var sedan anställd där fram till pensioneringen 1989. Under åren gästspelade Slättegård även utomlands i bland annat Edinburgh, Oslo, Bergen, Århus, Wiesbaden, Warszawa, Moskva, Hongkong och Jerusalem samt vid Drottningholmsteatern.
Tord Slättegård var 1960–1969 gift med operasångerskan Gunilla Wallin (1938–2015). Från 1972 var han omgift med Cecilia Lundström (född 1946). Han är gravsatt i minneslunden på Råcksta begravningsplats.

## Roller i urval
- Loewe/Lerner: Cockney i My Fair Lady, regi Sven Aage Larsen, Oscarsteatern[7] (1959)
- Bizet: Remendado i Carmen
- Laci Boldemann: Prinsen i Svart är vitt sa'Kejsarn
- Cherubini: Jason i Medea
- Donizetti: Ernesto i Don Pasquale
- Björn Hallman: Pappan i Pomperipossa
- Händel: David och Oronte i Alcina, Silvius i Il pastor fido, Jonatan i Saul och Arsamenes i Xerxes
- Janáček: Kudrjasj i Katja Kabanova
- Monteverdi: Nero i Poppeas kröning
- Mozart: Ferrando i Così fan tutte, Don Ottavio i Don Juan, Belmonte i Enleveringen ur Seraljen och Titus i Titus
- Otto Nicolai: Fenton i Muntra fruarna i Windsor
- Offenbach: Hoffman i Hoffmans äventyr
- Poulenc: Chevalier de la Force i Karmelitsystrarna
- Puccini: Rodolphe i La Bohème och Rinuccio i Gianni Schicchi
- Rossini: Almaviva i Barberaren i Sevilla och Giocondo i Kärlek på prov (La pietra del paragone)
- Richard Strauss: Narraboth i Salome
- Tjajkovskij: Lenskij i Eugen Onegin
- Verdi: Fenton i Falstaff, Hertigen i Rigoletto, Alfredo i La traviata och Cassio i Otello
- Wagner: Froh i Rhenguldet

## Stipendier
- Kalmars kommuns kulturstipendium
- 1979 – Drottningholmsteaterns vänners stipendium ur Henrik Nordmarks fond
- 1980 – Jussi Björlingstipendiet